# クレイグ・ビーティ
クレイグ・ビーティ（Craig Beattie、1984年1月16日 - ）は、スコットランド・グラスゴー出身の元同国代表サッカー選手。現役時代のポジションはフォワード。

## 経歴
グラスゴー生まれのグラスゴー育ち。自身も根っからのファンであるセルティックFCの下部組織出身である。2007-08シーズン、フットボールリーグ・チャンピオンシップのウェスト・ブロムウィッチ・アルビオンFCへ移籍した。だがポジションを掴みきれず、レンタルで放出される期間も長かった。2009年8月、スウォンジー・シティAFCへ移籍。2013年9月11日、ダンディーFCに移籍することが発表された。
2016年7月27日、スコティッシュ・リーグ2（4部相当）に昇格したエディンバラ・シティFCと契約を交わしたことが発表された。

## タイトル
セルティック
- スコティッシュ・プレミアリーグ : 2003-04, 2005-06, 2006-07
- スコティッシュカップ : 2003-04, 2006-07

WBA
- フットボールリーグ・チャンピオンシップ : 2007-08

ハーツ
- スコティッシュカップ : 2011-12

ダンディー
- スコティッシュ・チャンピオンシップ : 2013-14